# Wiesent (râu)
Wiesent este un afluent de pe versantul dreapt a lui Regnitz. El are o lungime de 78 km fiind situat în Fränkische Schweiz, Bavaria. Izvorul râului se află lângă Stadelhofen (Steinfeld), râul traversează localitățile:
- Steinfeld (Stadelhofen)
- Treunitz (Königsfeld)
- Loch
- Wiesentfels (Hollfeld)
- Hollfeld
- Plankenfels
- Behringersmühle
- Muggendorf (Wiesenttal)
- Streitberg (Wiesenttal)
- Ebermannstadt
- Forchheim unde se varsă în Regnitz

## Afluenții principali
- Kainach
- Truppach
- Zeubach
- Aufseß
- Püttlach
- Leinleiter
- Trubach
- Ehrenbach
- Reithgraben.